# カレッジリング

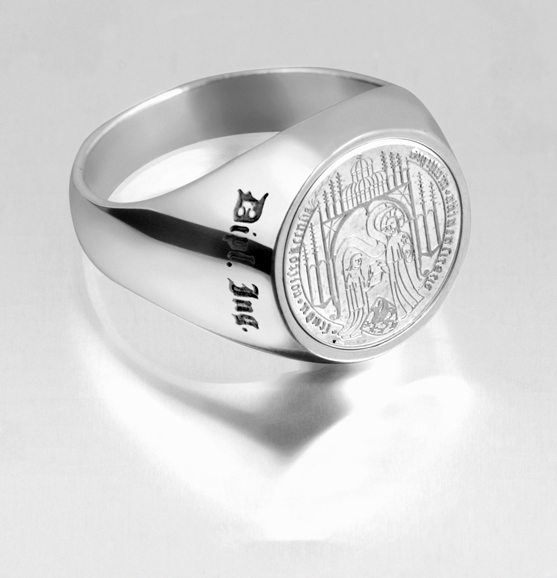
シグネットリング

カレッジリング（College ring）は、学校（大学）の卒業記念リングのこと。
英語では、Class Ring（クラスリング）という。
高校、専門学校・単科大学・大学の卒業時に作られる。リング上部（石の周囲）に学校名、片サイドに学校章と卒業年度、もう片方に専攻と学位もしくは本人の名前（ファーストネーム）を刻み込むのが標準的なデザイン。

## 別名
スポーツの優勝時に作るチャンピオンリング（英語表記ではchampionship ring, 団体スポーツの場合はchampions ring）、クラブやグループなど同好の志で仲間の証しとして作る「クラブリング」（club ring）、表彰や褒章を受けた記念の際の「記念リング」（award ring）、企業のマークや周年記念で作る「コーポレートリング」（Coprporate ring）、職人がある程度の地位になった場合に作る「メソニックリング」（free mesonic ring）がある。
結婚時のマリッジリングをカレッジリングと同じ形状で作る場合もある。

## 発祥通説・歴史等
その原型は、「シグネットリング」（＝インタリオリング）つまり指輪印章とされている。
ヨーロッパにおける紋章で家柄を表すものは厳密な規則に従って作成され、分家や縁組などでそのバリエーションが生まれていく為、自らの出自を表すものとして一人ひとり別々のデザインで作られた。封蝋に用いられ、リング上部の紋章を押し付け、「この手紙は間違いなく自分が書いて、封をした」証し（signet）とされた。日本では、この形状の指輪は「印台リング」と言われているが、本来の目的・用途では理解されておらず、「指輪の形の一種」として普及している。
イギリスのオックスフォード大学などの卒業生が「秀才の証し」として卒業の記念に作っている。英国でのカレッジリングは、9ct Gold（9金）が最も好まれている。それは、英国連邦内の王室のジュエリー・調度品・食器カトラリー類に9Kが使用されている為、王室ご用達の「British Gold」（通称）として親しまれている為である。
米国における卒業記念リングの発祥は、1835年に陸軍士官学校卒業生（ウェストポイント。卒業生は初任が尉官で、同期の者のうち1人が必ず参謀総長になることが決まっているアメリカ陸軍きってのエリート集団）が作ったものが、アイビーリーグの大学にも伝わり、現在のように広まった。
イギリス、アイルランド、アメリカ大陸各国、オーストラリア、南アフリカ、フィリピンなど英語文化圏で広く認知されていて、最も盛んなのは米国である。
なお、class ringのclassは「階級」であり、この場合は卒業した学校・資格（学位・国家資格等）・所属団体・コンテスト優勝の名誉等を指し、正確にはclassification（階級・格付け）ring　と言う。つまり、栄誉や記念、あるグループに所属する「それを身に着けるに値する者のみ」のプライドを表現するものである。その発展形が、北米4大プロスポーツリーグなどの優勝記念品のチャンピオンリングでもある。

## 日本におけるカレッジリング
日本では、そのような本来の目的で理解されておらず、大きな楕円形ストーン（oval）を付けて、やや複雑な彫刻が施された「指輪の形状の一種」として捉えられている。
チャンピオンリングは、近年の日本人メジャーリーガーがワールドシリーズのチャンピオンリングを手にしたり、野球WBCの日本チーム優勝記念のリングが作られるなど普及の兆しがあるが、その他の同種リング等は、全くと言っていい程普及していない。

## その形状・製法・特徴
最も標準的な形状は、オーバル型の大粒ストーンをセンターストーンとしたタイプ。同じ作りで、角型ストーンもある。長方形のストーンを使用したヘリテージ形もあるが、日本ではまず見かけない。その他、前述のシグネットリング型やごく普通のバンドリングに、卒業年度などのみを彫刻したものもある。
金型製法によって、1個ずつハンドメイドで作られる。貴金属製造の主流の「ロストワックス製法」とは違う古典的な製法で、金型製法は効率性や地金表面の繊細さではロストワックス製法には劣るが、以下のような理由でカレッジリングに適した製法である。
カレッジリングでは、サイドパネルと呼ばれるリング側面彫刻に、学校章、個人名や学位・学籍番号、専攻マーク、卒業年度などを個人別に刻み込む為、個別に型の一部を差し替える事が出来る同製法が適している。また、「資格や卒業年次などの文字を他人に見せる」為でもあり、校章などロゴマークの再現性が高い製法で無ければならない。金型製法は、彫刻内容の視認性が求められる硬貨や勲章の製法と同種の技術で、文字や模様が出っ張って強調される。ロストワックス製法では文字や模様が凹んで表現され、彫が浅く、細かな文字類が潰れてしまう。
米国などから輸入されたユーズド（中古品）以外の日本で販売されているカレッジリングは、ほとんどが形状のみをまねてロストワックス製法で製造されたものである場合が多い。これらは、ファッションアイテムとしてのリングであり、カレッジリング本来のユーザーの目的と動機を満たすものでは無い。
大粒のセンターストーンは、一般的に注文者の誕生石が選択されるが、特に決まりは無い。スクールカラーやチームカラーの場合もある。

## 注文の仕方：例
以下に、アメリカで標準的なカレッジリングのオーダーの仕方を記載する。（※実際には、メーカー・ディーラー毎に細かく注文方法や選択肢が違うので、あくまでも参考例である）
1. リングの形状を選ぶ
オバール（楕円）ストーン型、スクエア（四角）ストーン型の一般的な2種以外に、ヘキサゴン（六角形）型、ヘリテージ型などメーカー毎に様々なリング形状があるので、好みの型を選ぶ。
2. 地金を選択する
スターリングシルバー、10/14/18金・イエローゴールド又はホワイトゴールドから選択する。
ステンレス系スチールや真鍮などの合金にメッキをした物を安価に提供しているメーカーもある。
3. センターストーンを選択する
誕生石又は好みの色のストーン、カットを選択。
カットは、ファセットカット（上部にヘキサゴンの平面があり、周囲を三角で囲ったカット）、スムースカット（別名カボション　ドーム状の丸みのあるカット）の2種が一般的。
オプションとして、ブリリアントカット・サンバーストカットなど特殊なカット選択が出来る場合がある。天然石もリクエスト出来る場合があるが、4月生まれ（ダイヤモンド）、7月生まれ（ルビー）、9月生まれ（サファイヤ）等の場合は、カレッジリングの石座の大きさから、入手困難なカラットであり高価になってしまう場合がある。このような場合、同色の代替天然石を採用する方法がある。
4. 石座文字
卒業記念リングの場合、学校名が入るので選択肢では無い。
5. サイドパネル片面
卒業年度を選択する。
卒業記念リングの場合、サイドパネル片面のメインデザインは学校章で、その上部に卒業年度が入る。
6. サイドパネル片面
専攻マーク・クラブやホビー（スポーツ・文化系など）を表すマークなどが選択でき、更に学位（MDやPh.Dなど　学士の場合は入れない）か自分の名前を上部に挿入する事が出来る。専攻マークやホビーマークなどは、メーカー毎にレディーメードデザインがあるのでそれから選択する事が出来る。特注で、オリジナルデザインを指定する事が出来る場合もある。
7.指サイズ
着ける指に特に決まりは無い。嵌めたい指を決めてそれに合わせる。
8. フィニッシング（仕上げ）
アンティック仕上げかナチュラル仕上げが選択できる。
アンティック仕上げは、「黒美仕上げ」「いぶし仕上げ」などとも呼ばれ、凹み部分を黒くして文字や模様を強調する。ナチュラル仕上げは、凹み部分も地金そのままの色で黒く加工しないもの。金属アレルギーなどの場合は、アレルギーの出にくい白金系メッキ（ロジウムメッキ）を要望出来る場合もある。
9. バンド部分
バンド（リングの一番細くなった部分）を磨きをかけるか（Normal）、キズが目立たないようにマット仕上げ（Textured）が指定出来る。
また、シェブロン（逆三角形）などの飾り彫りをリクエストできるメーカーもある。
10. リング内側刻印
フルネームなどの刻印を指定できる。
11. その他オプション
（メーカーによって出来る場合、出来ない場合がある）
ストーン上に頭文字などのエンブレムをつける。
トランスペアレント・エンブレム=透明感のあるストーンの下にエンブレムを埋め込む。
書体指定。
ラインストーン（石座の文字間に小粒ダイヤを装着）。
エナメル着色（学校章や校旗など）。